# Daniel Deffayet
Daniel Deffayet (Paris, 23 de maio de 1922 - Paris, 27 de dezembro de 2002) foi professor de saxofone no Conservatório de Paris onde sucedeu Marcel Mule após a sua retirada em 1968. Deffayet manteve-se então neste cargo até 1988. Durante esse tempo liderou os cursos na Academia Internacional de Verão de Nice e de Annecy.
No ensino deu continuidade à "tradição" de Marcel Mule. Apesar do seu quarteto não ter tido o mesmo sucesso do de Marcel Mule, era frequentemente contratado pela Rádio França.
Daniel Deffayet começou a estudar solfejo aos 7 anos, violino aos 8 anos e saxofone aos 12 anos. Extasiado com o calor e a beleza da qualidade do som do saxofone, que ouviu através das gravações de Marcel Mule em 1930. Em 1938, Deffayet começou a estudar o instrumento com Mule. Quando a classe de saxofone foi criada em 1942, e Mule nomeado professor no Conservatório de Paris (CNSM *), Deffayet era membro. Na primavera de 1943, ganhou o primeiro prémio para saxofone, nomeado em primeiro lugar. Também se formou em Música de Câmara (1944, 'Classe S, violino (1945, A. Tourret J. Benvenuti)' class s) e harmonia (classe M. Durflé 's).
Em outubro de 1940, começa a substituir Mule em diversos compromissos na Opéra Comique e Ópera. Como um músico de orquestra, Deffayet tocou sob a direcção de maestros tão famosos como Dorati, Kubelik, Boulez, Bernstein, Maazel, Markevitch, Martinon, Monteux, Leinsdorf, Paray, Villa-Lobos, Fricsay, Cluytens, Munch e Ozawa. De 1966 até sua morte em 1988, Herbert von Karajan chamou Daniel para ser seu saxofonista credenciado em gravações importantes e tocar solos com a Orquestra Filarmónica de Berlim. Também tocou regularmente com várias orquestras de Paris, incluindo a Orquestra Nacional da Ópera, Filarmónica, e muitos outros.
Deffayet começou sua carreira docente em 1948 e foi professor em conservatórios municipais em Paris, a Escola Municipal de Música de Beauvais, e no Conservatório du Mans. Por muitos anos ensinou ao lado de Allard Mayor, que criou o Conservatório do Distrito 10, o primeiro dos conservatórios municipais em Paris. A entrada era livre com o ensino ministrado por professores benevolentes, de forma a proporcionar um maior acesso para os estudantes de música ao Conservatório de Paris.
Quando Mule aposentou-se em 1968, após 25 anos de ensino, Deffayet sucedeu-lhe e continuou o espírito da escola francesa de saxofone. Permaneceu lá durante 20 anos, e foi nomeado professor honorário do Conservatório de Paris.
Em 1953, ano em que se estreou como solista, tocando o Ibert's Concertino da Câmara, formou o Quatuor de saxofones Daniel Deffayet. O quarteto realizou numerosos concertos em França e importantes tournés por Inglaterra, Suécia, Alemanha, Suíça, Canadá, Estados Unidos, Japão e Coréia, até 1988, quando o grupo se desfez.
Desde aquele tempo, Deffayet colaborou com a editora Leduc, transcrevendo várias obras para saxofone. Deffayet e Vandoren tiveram relacionamento desde os 21 anos de Daniel, quando a empresa era administrada por Robert Vandoren.
Deffayet continuou dando masterclasses em todo o mundo na tradição francesa criada por Marcel Mule.

## Obras
Ibert: Concertino da Camera (Epic)
Woodwind Music: Gallois-Montbrun, Glazunov (Musical Heritage Society)
Double Concerto (RTF-Barclay)
Debussy: Rapsodie (ERATO)
Daniel Deffayet, Alto Saxophone: Boutry, Gallois-Montbrun, Rueff (Crest)
George Bizet: L'Arlesienne Suites 1 & 2 (Deutsche Grammophon)
Oeuvres de P.M. Dubois, Challan, Planel (EMI)
Le Quatuor de Saxophones Deffayet Rueff, Tisné, Pascal (CBS Sony)
Quatuors de Saxophones: Desenclos, Pierné, Rivier, Schmitt (EMI)
L' Art suprême du Quatuor de Saxophones (CBS/Sony)
Piéces Classiques, Célébres: arr. Marcel Mule (London)
Le Quatuor de Saxophones Deffayet: Glazunov, Feld, Schmitt (Crest)